# Stulisz miotłowy
Stulisz miotłowy (Sisymbrium polymorphum (Murray) Roth) – gatunek rośliny z rodziny kapustowatych (Brassicaceae).

## Rozmieszczenie geograficzne
Występuje w pasie od Europy wschodniej po Mongolię. W Polsce współcześnie występuje tylko w Niecce Nidziańskiej na kilku stanowiskach: Rezerwat przyrody Krzyżanowice, Rezerwat przyrody Skorocice, Rezerwat przyrody Skotniki Górne, Rezerwat przyrody Przęślin, Gacki, Mozgawa, Aleksandrów i Gniazdowice.

## Morfologia

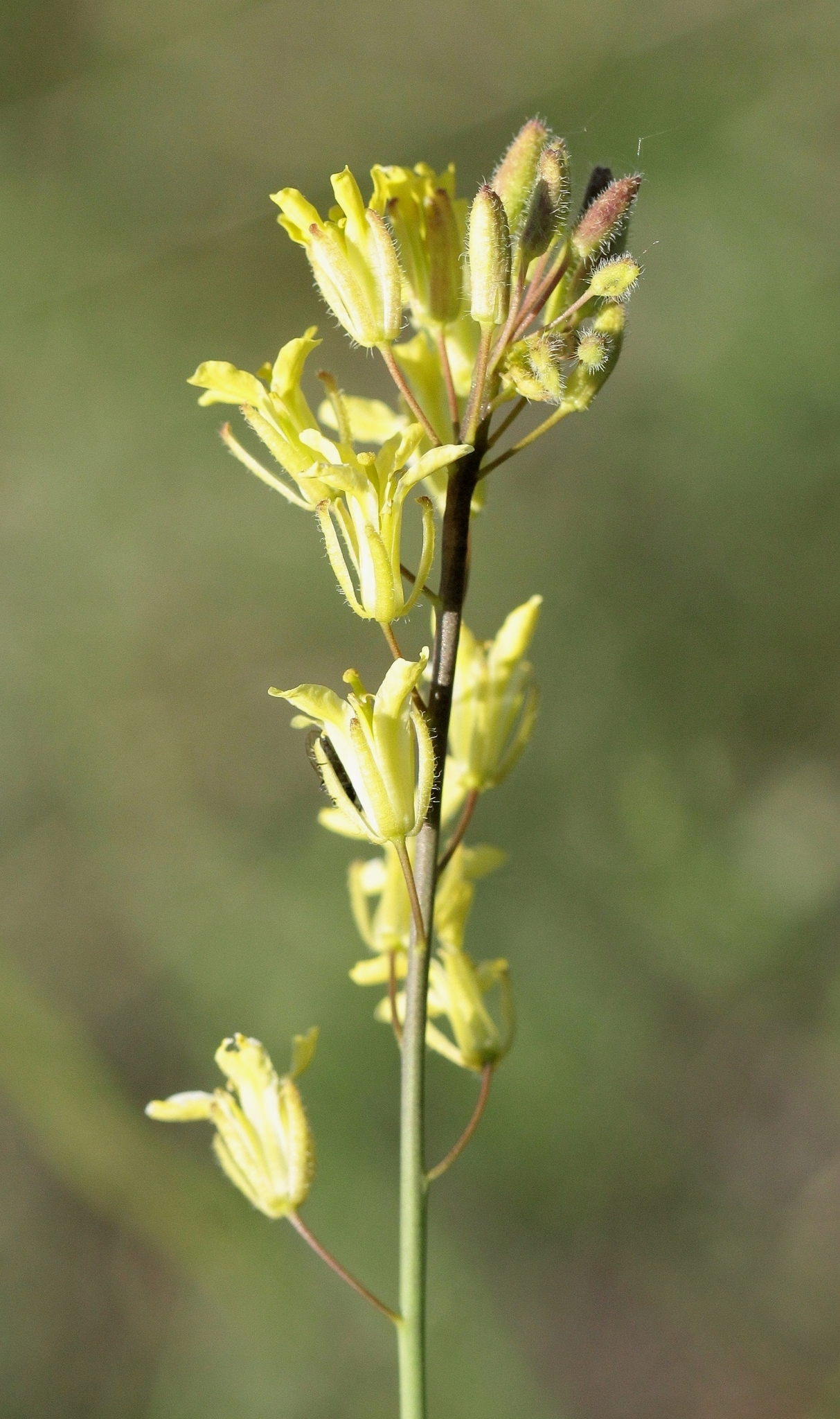
Kwiatostan

ŁodygaRozgałęziona, do 70 cm wysokości.
LiścieRównowąskie, całobrzegie.
KwiatyJasnożółte, o płatkach długości 5-6,5 mm, zebrane w grono.
OwoceRównowąskie łuszczyny o długości 15-25 mm i szerokości 1 mm, odstające od łodygi. Szypułki skośnie wzniesione, o długości 5-7 mm, cieńsze od łuszczyn.

## Biologia i ekologia
Bylina. Rośnie tylko na wychodniach gipsu, w murawach kserotermicznych. Kwitnie w maju i czerwcu. Gatunek charakterystyczny związku Festuco-Stipion oraz zespołu Sisymbrio-Stipetum capillatae.

## Zagrożenia
Kategorie zagrożenia gatunku:
- Kategoria zagrożenia w Polsce według Czerwonej listy roślin i grzybów Polski (2006)[5]: R (rzadki); 2016: EN (zagrożony)[6].
- Kategoria zagrożenia w Polsce według Polskiej czerwonej księgi roślin (2001, 2014): EN (zagrożony wymarciem)[7].